# Schopenhauer Realgymnasium
Das BRG 18 in Wien-Währing wird in der Unterstufe (1.–4. Klasse) als Realgymnasium mit Geometrisch Zeichnen, Textilem und/oder Technischem Werken und in der Oberstufe mit naturwissenschaftlichem Schwerpunkt mit Laborunterricht geführt.

## Geschichte
1879 wurde die Unterrealschule (Unterstufe) gegründet, im Jahr 1885 übersiedelte die Schule in das neue Gebäude am heutigen Standort in der Schopenhauerstraße. Ein Jahr später erfolgte die Erweiterung durch die Oberrealschule (Oberstufe). 1914 erfolgte die Einrichtung der Realgymnasiums. Während des Zweiten Weltkrieges wurde das Schulgebäude durch Bombentreffer stark beschädigt. 1996/97 erfolgte eine Generalsanierung sowie der Zubau des Mehrzwecksaales. Bereits ein Jahr darauf wurde auch das Dachgeschoß ausgebaut. Seitdem wurden laufend Verbesserungen an der Infrastruktur vorgenommen, beispielsweise kamen ein Internet-Café und ein weiterer EDV-Saal hinzu. Die Schulklassen wurden außerdem mit Smartboards und Beamer ausgestattet.

### Staatsunterrealschule
Durch die Zuwanderung Währinger Bürger in der 2. Hälfte des 19. Jahrhunderts änderte sich die Berufsstruktur völlig. Es gab immer weniger Bauern, aber immer mehr Privatangestellte und Beamte, die ins nahe Wien pendelten. Diese neuen Bürger wünschten sich für ihre Kinder eine höhere Schulbildung, so dass im Herbst 1879 eine Staatsunterrealschule mit zwei ersten Klassen und 79 Schülern (!) in einem Haus der Währinger Gemeinde in der Marktgasse 22 (in der heutigen Teschnergasse) eröffnet wurde. Die Schulform entsprach etwa der heutigen Unterstufe.
1880 erfolgte die Übersiedlung in das neu errichtete Schulgebäude Schulgasse 57.

### Staatsoberrealschule

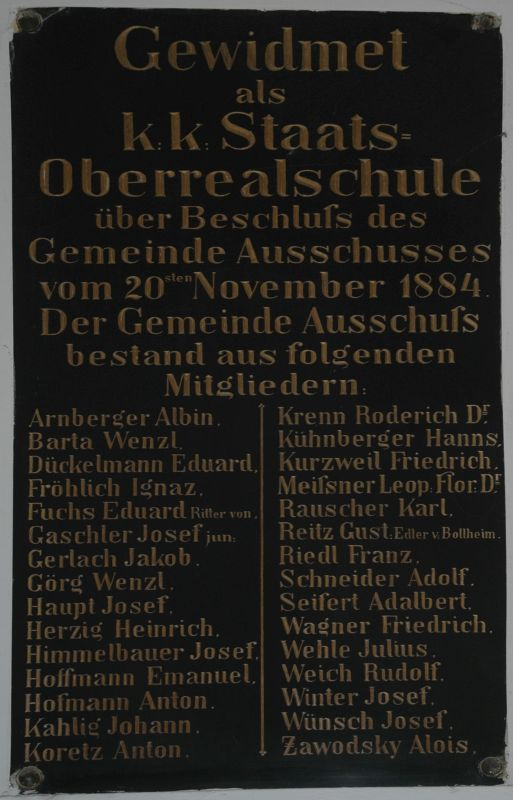
Gedenktafel zur Gründung der Oberrealschule Währing

In den nächsten Jahren bemühte man sich um die Weiterführung in die Oberstufe. 1884 bewilligte das Unterrichtsministerium die provisorische Einrichtung einer fünften Klasse. Dieses Provisorium wurde jährlich um einen Jahrgang erweitert, bis schließlich am 14. September 1886 die definitive Vervollständigung zur K.K. Staatsoberrealschule genehmigt wurde.

### Schulhaus: Schopenhauerstraße 49

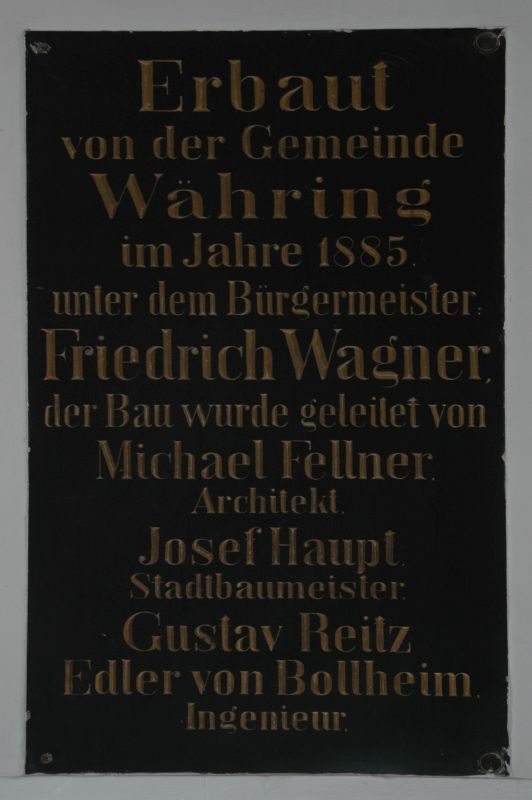
Gedenktafel zur Errichtung des Schulgebäudes in der Schopenhauerstraße 49

Am 20. November 1884 beschloss der Währinger Gemeindeausschuss den Bau eines neuen Schulgebäudes in der heutigen Schopenhauerstraße 49. Zwei Gedenktafeln im Inneren der Schule erinnern an die Errichtung. Der Bau wurde vom Währinger Architekten Michael Fellner (vom Hochbaudepartement der niederösterreichischen Statthalterei) geleitet. Die Bauzeit betrug weniger als ein Jahr. Bereits im November 1885 übersiedelte die Realschule in das neue Gebäude. Die Innenausstattung der Schule war der damaligen Zeit entsprechend dürftig: es gab kein elektrisches Licht, in jedem Stockwerk nur eine Bassena und der Fußboden bestand aus einfachen Holzbrettern.

### Platzmangel
Das gute Ausbildungsangebot und die tolle Ausstattung im Bereich der Naturwissenschaften führte bereits zur Jahrhundertwende zu beengten Verhältnissen. Jedoch war das einst auf freiem Gelände errichtete Schulgebäude mittlerweile zwischen Häusern eingekeilt, so dass eine Erweiterung nicht möglich war.

### Realgymnasium
Am 20. Juni 1914 erteilte das kaiserlich-königliche Ministerium für Kultus und Unterricht seine Zustimmung zur Errichtung eines Privatrealgymnasiums im XVIII. Wiener Gemeindebezirk (Erlass Z 27 498). Der „Verein zur Förderung des Schulwesens im XVIII. Wiener Gemeindebezirk“ bestellte Josef Fritsch zum Leiter der Anstalt und die Gemeinde Wien stellte die nötigen Räume in der Volksschule Cottagegasse 17 zur Verfügung.
Im September 1914 wurde die erste Klasse mit 54 Schülern (45 davon aus Währing) eröffnet. Das Schulgeld betrug 50 Kronen sowie 11 Kronen Lehrmittelbeitrag im Jahr.
Der Schultyp des Realgymnasiums vereinte, durch die Schulreform 1908, die Vorteile der bestehenden Realschulen (ohne Latein) und der Gymnasien (ohne Darstellender Geometrie), womit den Absolventen der Universitätszugang zu humanistischen und technischen Fächern ermöglicht wurde.

### Erste Republik
Im Jahre 1929 feierte die Schule ihren fünfzigsten Geburtstag, in deren Rahmen eine Gedenktafel mit den Namen der im Ersten Weltkrieg gefallenen Lehrer und Schüler enthüllt wurde.
Durch die zunehmende Klassenzahl des im Aufbau befindlichen Realgymnasiums machte sich bald Raummangel bemerkbar und der Schulerhalter machte sich auf die Suche nach einem neuen Gebäude. Da für einen Neubau kein Geld vorhanden war, überließ schließlich die Gemeinde Wien dem Vereinsrealgymnasium 1923 die ehemalige Knabenvolksschule Schopenhauerstraße 66 (Ecke Leitermayergasse 45). Hier gab es zehn Klassenzimmer, eine Direktionskanzlei und zwei Mansarden auf dem Dachboden für die Aufbewahrung von Lehrmitteln.
In den Jahren 1933/34 standen auch Klassenzimmer im angrenzenden Volksschulgebäude Leitermayergasse 45 zur Verfügung. Dieses Schulgebäude besteht heute nicht mehr. Nach der Auflassung der Realschule 1936 übersiedelte das Vereinsgymnasium schließlich in das Gebäude Schopenhauerstraße 49. Das Vereinsrealgymnasium, das für die Anschaffung von Lehrmitteln wenig Geld zur Verfügung hatte, erbte bei dieser Gelegenheit die Lehrmittelsammlungen für Biologie, Physik, Geschichte und Geographie der Realschule.

### Oberschule für Jungen
Nach der Eingliederung Österreichs ins Deutsche Reich wurde das private Vereinsgymnasium verstaatlicht und erhielt eine neue Schultypenbezeichnung. Der Krieg hinterließ Spuren nicht nur am Gebäude, langsam begann die Auflösung der Schule: zuerst wurden jüngere Lehrer und ältere Oktavaner einberufen, dann traf es auch jüngere Schüler. Die eingezogenen Lehrer wurden durch Pensionisten ersetzt. Ein Bombentreffer in der Leitermayergasse machte den Physik- und Chemiesaal unbenutzbar.

### Nach dem Krieg
1945 wurde die Schule von der Republik Österreich übernommen und als Bundesschule weitergeführt.
Bevor der Unterricht wieder aufgenommen werden konnte, mussten zahlreiche Kriegsschäden notdürftig beseitigt werden. Die steigende Schülerzahl in den 1950er Jahren erforderte zunächst die Nutzung der Sonderunterrichtsräume als Klassenräume, bis schließlich Platz in der ehemaligen Volksschule Leitermayergasse 47 als Expositur gefunden werden konnte.
1959 berichtete der Kurier in einer Beilage über den schlechten baulichen Zustand der Schule „... der Verputz ist abgeschlagen, der Fußboden hat breite Fugen .... von den 21 Klassen dieser Schule müssen elf auswärts unterrichtet werden...“.
Bis 1964 dauerte die Generalsanierung des Gebäudes, bei der zahlreiche Räume verlegt, Fußböden erneuert, alle Klassen mit Wasseranschluss versehen, die Sondersäle mit neuen Installationen und neuen Möbeln ausgestattet wurden. Der Plan den Hof zu einer Leichtathletikanlage mit Aschenbahn zum Kugelstoßen und Sprunggrube mit Sandbett auszubauen konnte ebenso wie die Idee des Elternvereins den Hof zu überdachen nicht realisiert werden.

### Schulfahne

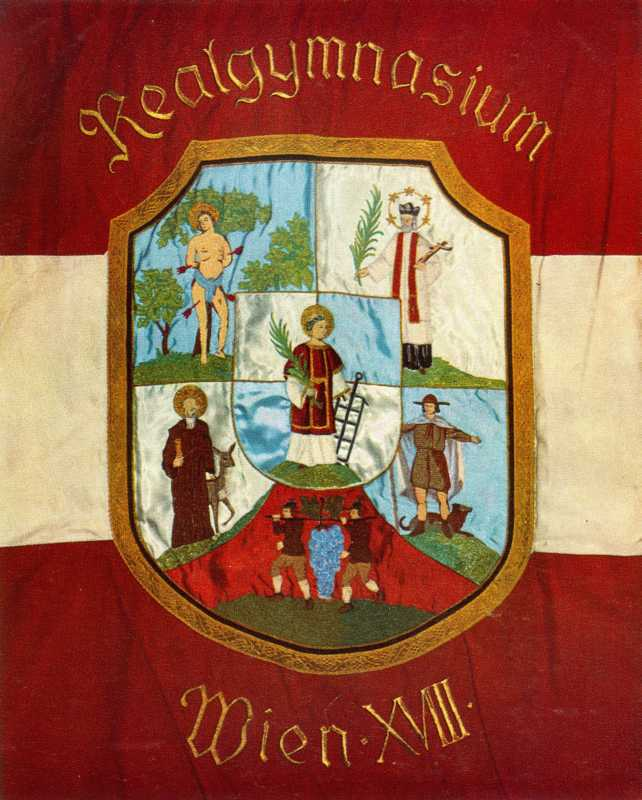
Fahne des Schopenhauer Realgymnasiums

Die Abbildung der ehemalige Schulfahne zeigt die Schutzheiligen der 1892 eingemeindeten Vororte, aus denen der 18. Bezirk Währing gebildet wurde:
- Hl. Laurentius – ihm war früher die Gertrudkirche (die Schulkirche) geweiht – Ortsteil Währing (Mitte)
- Hl. Sebastian – Pestsäule in Salmannsdorf (links oben)
- Hl. Nepomuk – Nepomuk-Kapelle in Gersthof (rechts oben)
- Hl. Ägydius mit dem Reh – Patron der alten Pötzleinsdorfer Kirche (links unten)
- Hl. Rochus (Hirte) Kirchenpatron von Neustift (rechts unten)
- Zwei Winzer mit einer riesigen Weintraube repräsentieren den Bezirksteil Weinhaus (ganz unten)

### Mädchen und Computer
In den nächsten Jahren folgten immer wieder Umbauten und Erneuerungen, der Platz war eng und man versuchte immer wieder neue Räumlichkeiten für neue Herausforderungen zu schaffen und notwendige Instandhaltungen zu erledigen.
Im Schuljahr 1979/80 öffnete das RG 18 seine Tore auch für Mädchen.
1984/85 wurde erstmals die Unverbindliche Übung EDV angeboten. Die dafür notwendigen Geräte wurden in einem Klassenraum im ersten Stock (heutiger Direktionsbereich) untergebracht.
Im Sommer 1985 mutierte die Schule wieder zur Großbaustelle: alte Türen und Türstöcke wurden ausgetauscht, die Elektroinstallation wurde verbessert, Fußböden saniert und zahlreiche Räume ausgemalt.
Ab dem Schuljahr 1985/86 wurde der Pflichtgegenstand Informatik unterrichtet.

### Generalsanierung
Im Schuljahr 1996/97 wurde das Stammhaus in der Schopenhauerstraße 49 einer umfangreichen Sanierung unterzogen. Die ganze Schule wurde ausgesiedelt, das gesamte Inventar verpackt und der Unterricht fand in zwei Exposituren statt:
- Expositur Leitermayergasse 47: Direktion und Oberstufenklassen
- Expositur Wilhelm-Exner-Gasse 5A: Administration und Unterstufenklassen

Dabei wurde der Unterrichtsbeginn um 15 Minuten versetzt, so dass die Lehrer in der „Pause“ (ohne Stundenverlust) von der Exner Gasse in die Leitermayergasse wechseln konnten.
Neben der neuerrichteten zentralen Schulbibliothek mit Internetanschluss wurde in der Abt-Karl-Gasse in einem BUWOG-Wohnhaus ein neuer Turnsaal gebaut. Dieser konnte schon am Ende des Schuljahres für sportliche Aktivitäten genutzt werden. Anstelle des alten Turnsaals im Gebäude Schopenhauerstraße wurde ein Mehrzweckraum errichtet.

### Erster Webauftritt
Nach der ersten Präsentation der (offline) Schulhomepage zum Tag der offenen Tür, am 23. November 1996 in der Expositur Wilhelm-Exner-Gasse und weiteren Recherchen ging die rein HTML-basierende Website im Sommersemester 1997 online.

### Dachgeschoßausbau
Bei der offiziellen Übergabe des funktionssanierten Schulhauses durch Elisabeth Gehrer am 15. September 1997 gab die Ministerin bekannt, dass der Dachbodenausbau bereits bei der BIG bestellt sei und einem zügigen Weiterbauen nichts im Wege stehe. Diese Erweiterung des Schulraums wurde seit Jahren von allen Vertretern der Schule angestrebt, um endlich alle Schüler in einem Gebäude unterzubringen. Die ersten Besichtigungen des Dachgeschoßes durch Architekten und Planer fanden bereits im Oktober statt.
Im Juni wurden die ersten Baucontainer aufgestellt und mit der Demontage des Fußbodens samt Schüttung begonnen. Das Abtragen eines Kamins brachte einen massiven Staubeinbruch in den EDV Saal 2. Offenbar waren elektrische Leitungen und Verteilerkästen in nicht mehr verwendete Kamine gesetzt worden.
Die Demontagearbeiten im Dachgeschoß verursachten am Beginn der Sommerferien einen Wasserleitungsbruch im Chemiesaal, so dass das Konferenzzimmer überflutet wurde. Die bestehende Zwischendecke wurde durch eine Betonauflage verstärkt. Dabei brach die bestehende Decke im Bereich des Ganges zum Physiksaal und der Beton landete im 2. Stock.
Dabei verzögerte sich die Lieferung der Stahlkonstruktion für den neuen Dachausbau. Dadurch wurde das alte Dach erst Ende August abgetragen. Starke Regenfälle am letzten Ferienwochenende und in den ersten Schulwochen setzten nicht nur den 2. Stock unter Wasser, sondern auch einige Räume im 1. Stock und Teile der Bibliothek im Erdgeschoß.
Doch nun schritten die Bauarbeiten rasch voran, die Stahlkonstruktion wurde endlich geliefert, gleich darauf die Decke montiert und mit Beton aufgefüllt. Mitte November war der Innenausbau voll im Gange: Zwischenwände wurden aufgestellt, elektrische Leitungen und Datenleitungen für Computeranschlüsse verlegt, Heizkörper montiert und angeschlossen.
Mit Beginn des 2. Semesters konnten alle Schüler unter einem Dach untergebracht werden. Es erfolgte die Bestellung der Möbel nicht rechtzeitig und die Schüler mussten nun mit den bereits abgewohnten Möbel aus der Expositur vorlieb nehmen. Viele der alten Sessel hatten keine „Gummifüße“ mehr und beschädigten so den neuen Holzfußboden.

### Untergeschoß Umgestaltung
Da der Dachbodenausbau noch immer nicht genügend Raum für die benötigten Klassen und Sondersäle bot, entschloss man sich, den bei der Funktionssanierung unberührten Teil des Kellers mit den Duschen und Umkleideräumen neu zu gestalten. Diese Arbeiten erfolgten parallel zum Dachgeschoßausbau. Die Schule wurde bei vollem Betrieb zur Großbaustelle. Diverse Pannen sorgten außerdem für „flexible“ Arbeitsbedingungen.
Es wurde eine tragende Wand zwischen den Duschen und der Garderobe entfernt, um Platz für einen neuen Unterrichtsraum für Textiles Werken zu schaffen.
Der BE-Saal übersiedelte in das helle Dachgeschoß und die Musiker zogen nun in den freigewordenen Saal im Westtrakt. Um alle Unterrichtsmaterialien unterzubringen, wurde ein Teil des Saales abgetrennt und Platz für die Sammlung geschaffen.
Die fensterlose BE-Sammlung wurde mit einer zusätzlichen Lüftung versehen, um als Umkleideraum für Sportaktivitäten im Mehrzwecksaal genutzt zu werden.
Die Umsiedlung der alten Akten und Kataloge in die ehemalige Bildungsberatung (neben der Direktion) ermöglichte es, dass die Schulärztin im Direktionstrakt eine neue Ordination erhielt und nicht mehr im letzten Winkel des Kellers saß.

### Erster Webserver
Im Frühjahr 1999 wurde ein eigener Webserver für die Schulhomepage eingerichtet. Der Webauftritt der Schule war erreichbar unter der etwas sperrigen URL www.rg18.asn-wien.ac.at. Einzelne visuelle Eindrücke sind im Webarchiv hinterlegt.

### Renovierung
Nach dem Dachbodenausbau und der Umgestaltung des Untergeschoßes erstrahlte das Schulhaus in neuem Glanz. Der Abschluss der Bauarbeiten und die Eröffnung der Zentralen Schulbibliothek konnte am 24. September 1999 gefeiert werden. Doch tauchten immer wieder neue Baumängel auf, deren Behebung sich über Jahre hinzog.

### Erster Arthurtag
Am 2. Juni 2000 wurde aus der Idee von Richard Henner, die Klassenprojekte, die alljährlich im Laufe eines Schuljahres entstanden, auch den anderen Schülern und vor allem den Eltern und der Öffentlichkeit zu präsentieren, ein Erfolg. Eine Jury zeichnete die besten Projekte mit einem „Arthur“ aus.

### Hofgestaltung

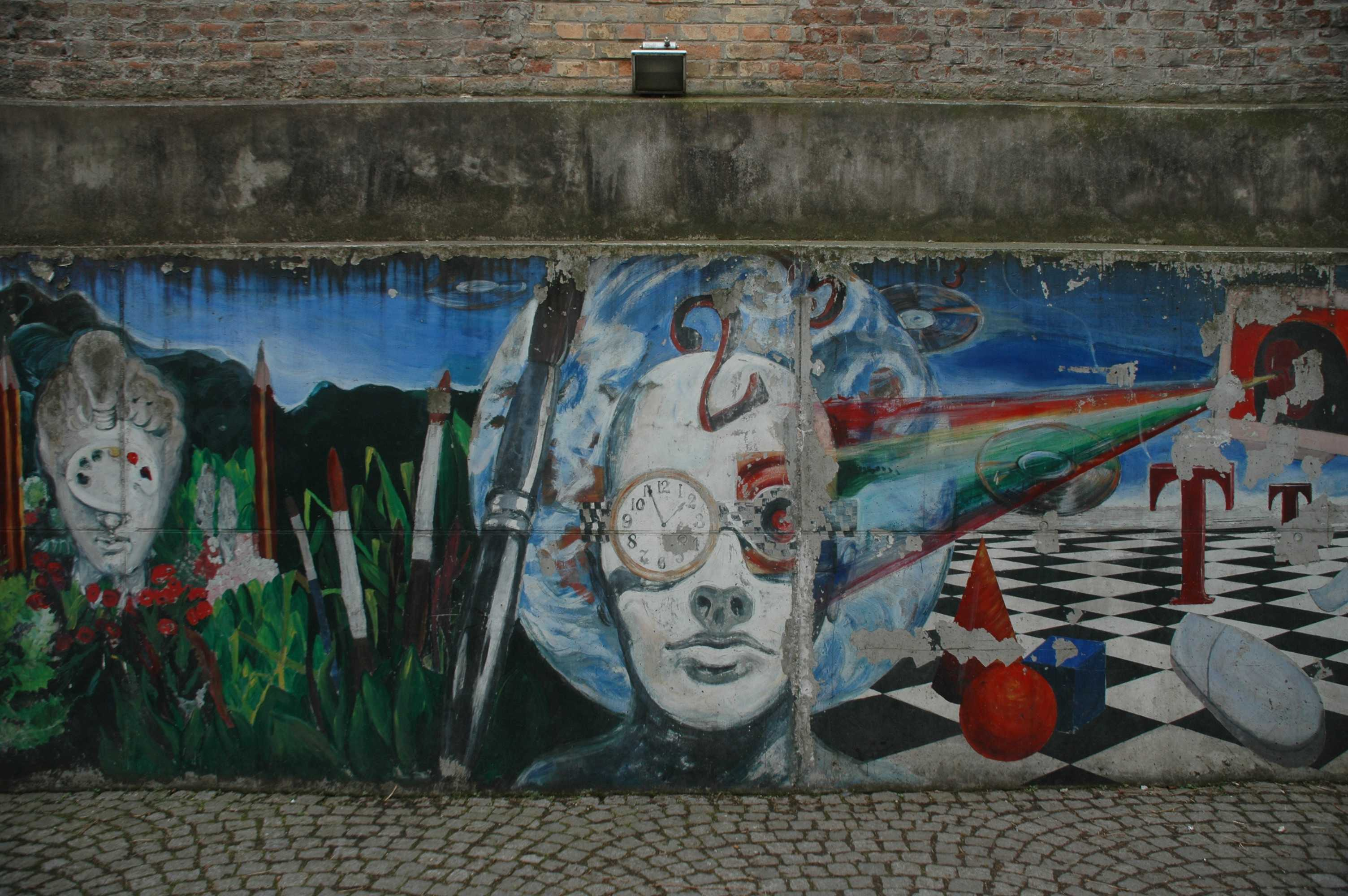
Hofgestaltung 2000

Seit der Generalsanierung des Schulhauses mit der Absenkung des Hofes ziert eine rohe Betonwand den kleinen Schulhof. Diese graue Wand wurde im Herbst 2000 nach Entwürfen von Schülern unter der künstlerischen Anleitung von Ludmilla Kriz bunter gestaltet.

### Neue URL
2001 wurde die sperrige URL durch eine gekürzte Form ersetzt. Die Schulhomepage ist nun unter www.rg18.ac.at erreichbar und die URL deutlich leichter zu merken.

### Physik Laborunterricht
Seit einigen Jahren wird den Schülern der 4. Klassen ein intensiverer naturwissenschaftlicher Unterricht geboten. So haben Laborübungen in Biologie und Chemie schon fast Tradition. Im Schuljahr 2002/03 war es erstmals in der 4.A möglich Laborübungen in Physik anzubieten. Eine Stunde pro Woche wurde als „reguläre“ Physikstunde gehalten und die zwei weiteren Stunden (14-täglich) standen für Schülerübungen zur Verfügung.

### Das Technikteam
Bei der Organisation und technischen Abwicklung der Feste halfen stets Schüler in ihrer unterrichtsfreien Zeit. Dieses Engagement nahm man im Schuljahr 2003/04 zum Anlass, den Schülern im Rahmen der Unverbindlichen Übung Multimedia in der Praxis mehr Hintergrundwissen und Trainingsmöglichkeiten um Ton-, Licht- und Bühnentechnik zu bieten. Bei dieser jahrgangsübergreifenden Übung steht "learnig by doing" am Programm, die jungen Schülern lernen und trainieren mit den bereits erfahrenen.

### Begrüßungsfest
Das Begrüßungsfest für die Schüler der ersten Klassen hat am RG18 Tradition, doch geriet dieser Brauch durch die vielen Umbauarbeiten und andere Sparmaßnahmen ein wenig in Vergessenheit. Nach mehrjähriger Pause konnten die neuen Erstklassler im Herbst 2003 wieder auf ereignisreiche Schuljahre eingestimmt werden.

### Neue Oberstufe
Nach dreieinhalbjähriger Arbeit konnte die „Oberstufe Neu“ mit einem GIM-Zweig (Geometrie-Informatik-Mathematik) und einem naturwissenschaftlichen Schwerpunkt mit Laborunterricht im Herbst 2004 starten.

### 5-Tage-Woche
Massive Stundenkürzungen zur Entlastung der Schüler machten die Gestaltung eines vernünftigen Stundenplans für alle Beteiligten immer schwieriger, so dass nach langer Diskussion die Schulgemeinschaft ab Herbst 2004 den Samstag zur unterrichtsfreien Zeit deklarierte.

### Nacht der Physik

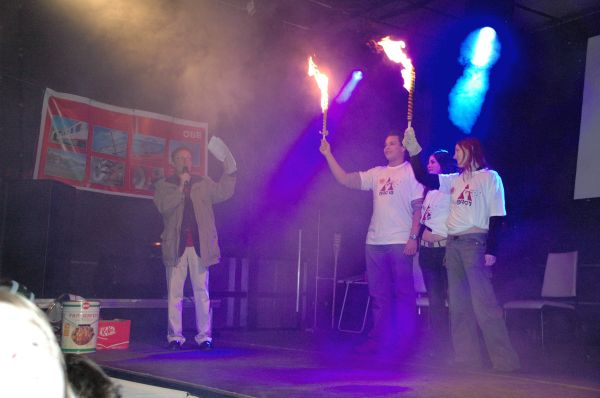
Schüler des RG18 überbringen das weitgereiste Licht zur Festbühne

Zum Gedenken an den 50. Todestag von Albert Einstein wurde am 18. April 2005 ein Lichtstrahl von Princeton (der letzten Wirkungsstätte Einsteins) um die Welt geschickt. Dieser erreicht nach ca. 20.000 km um 22:30 Österreich bei Hainburg an der Donau, wurde via Fischamend beim Kahlenberg empfangen, zur Akademie der Wissenschaften geleitet und dann von Schülern des RG18 bis zum Stephansplatz gebracht.

### Videoübertragung einer Herzoperation
Diese Performance des RG18-Technikteams mit der bidirektionale Live-Verbindung zwischen der Pausenhalle im Dachgeschoß und dem Mehrzwecksaal im Erdgeschoß bei verschiedenen Schulevents hat den Großvater einer Schülerin (Hans-Heinz Khünl-Brady) so begeistert, dass er einen Kontakt zum Krankenhaus Hietzing herstellte. Dort sollte im Rahmen der Langen Nacht der Forschung eine Herzoperation live in einen Seminarraum übertragen werden. Nach vielen Gesprächen und langen Vorbereitungen nahm das Technikteam unter der Leitung von Georg Eipeldauer diese Herausforderung im Herbst 2005 an: Schüler filmten im Operationssaal, schnitten die Signale von mehreren Kameras in der OP-Vorbereitung zusammen und übertrugen den mehrstündigen Eingriff in einen mehrere Stockwerke entfernten Seminarraum. Die Besucher waren begeistert, denn sie konnten auch noch Fragen zur OP an den Chirurgen stellen, die dieser sogleich fachgerecht beantwortete.
Der Seminarraum konnte dem Ansturm kaum gerecht werden, das Interesse war riesig und alle waren von den Leistungen des RG18-Technikteams begeistert. In den nächsten Jahren (2008, 2009, 2012 und 2014) wurden wieder Live-Operationen im Rahmen der Langen Nacht der Forschung durchgeführt. Um dem Ansturm gerecht zu werden, wurde in einen viel größeren, etwa 200 m entfernten, Vortragssaal in einem anderen Gebäudetrakt übertragen. Das Technikteam meisterte auch diese Herausforderung mit viel längeren Kabelwegen, doch auch dieser Raum war zu klein, so dass eine weitere Projektion im Stiegenhaus eingerichtet wurde.

### Erste NMB-Disco
Die Jungtechniker aus den 4. Klassen der Unverbindlichen Übung „Multimedia in der Praxis“ veranstalteten im Februar 2006 für die Kinder der Nachmittagsbetreuung einen Disconachmittag. Das Technik-Team sammelte auf diese Weise neue Erfahrungen und für die NMB-Kids war dies eine willkommene Abwechslung in ihrer Freizeitgestaltung. Aus diesem Event entwickelte sich das traditionelle Faschingsfest am Faschingsdienstag der NMB und der ersten Klassen.

### SchopspoT
Drei Jahre sollte das 2006 vom Wahlpflichtfach Informatik ins Leben gerufene Projekt laufen. Die Schüler des WPFs lernten Flash-Animationen zu erstellen und präsentierten ihre Schulspots in der Pausenhalle im Dachgeschoß. Dabei wurde neben Infos rund um die Schule auch kurze, aber teilweise sehr aufwändig gestaltete Animationen präsentiert. Ausgezeichnet wurde dieses Info-Screen-Projekt im Rahmen des Arthurtages 2008.

### Bibliothekserweiterung
In den Sommermonaten 2007 wurde die Schulbibliothek umgebaut und vergrößert. Ein angrenzender Pausenraum wurde mit der Bibliothek verbunden und mit einer Glasfront zum Gang abgegrenzt; Bücherregale „übersiedelten“ von ihren alten Standorten in diesen neuen Raum und schufen Platz für neue Tische und Sessel. Dadurch entstand ein neuer Arbeitsbereich für Kleingruppen, der auch gerne als ruhiger Arbeitsplatz genutzt wird. Computerarbeitsplätze und Beamer erweitern das multimediale Angebot der modernen Schulbibliothek.

### Nie vergessen

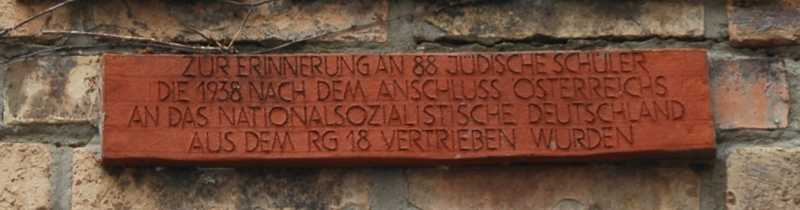
Gedenktafel im Schulhof

Charles Kurt (Karl-Heinz Goldschmidt) besuchte 1938 die zweite Klasse, als 88 jüdische Schüler der Schule verwiesen wurden. Im April 2008 besuchte er wieder seine alte Schule und berichtete den versammelten Schülern von seinen Erlebnissen und der Flucht aus Wien. Er zeigte Bilder aus seiner Kindheit, die ihn eingenäht in seinem Mantel begleiteten.
Nach seinem Vortrag begleiten ihn einige Schüler zur Gedenkveranstaltung in der Servitengasse.

### Neuer Webauftritt
Die alte statische Schulhomepage auf HTML-Basis wurde 2008 durch ein modernes Content-Management-System (CMS) ersetzt. Neben der neuen Struktur bot das neue Wordpress System mehreren Lehrern die Möglichkeit die Homepage zu erweitern. Einzelne Screenshots davon sind im Webarchiv hinterlegt.

### Ein dritter EDV-Saal
In den Sommerferien 2008 wurde durch die Abgrenzung mit einer Glaswand ein weiterer Raum neben dem Kustodiat für Technisches Werken im Untergeschoß geschaffen. Dieser neue EDV-Raum ist mit 15 PCs, Drucker und Beamer ausgestattet und bietet so zusätzliche Möglichkeiten Informationstechnologie und neue Medien verstärkt im Unterricht einzusetzen. Dem gesteigerten Interesse am GIM-Zweig (Schwerpunkt mit Geometrie, Informatik und vermehrtem Mathematikunterricht) in der Oberstufe wird durch die Erweiterung der Infrastruktur Rechnung getragen.

### Computerwoche
Erstmals nach Einführung der neuen Oberstufenzweige gab es im Herbst 2008 für die 7. Klassen mit IKT-Schwerpunkt eine Computerwoche am Salzstiegl. Auf der Alm, in einem gut ausgestatteten Quartier mit Internetanschluss und EDV-Sälen, gab es einen freien Kopf für Netzwerktechnik und Programmieren sowie viel Sport und Spaß zum Ausgleich.

### Hofbemalung 2

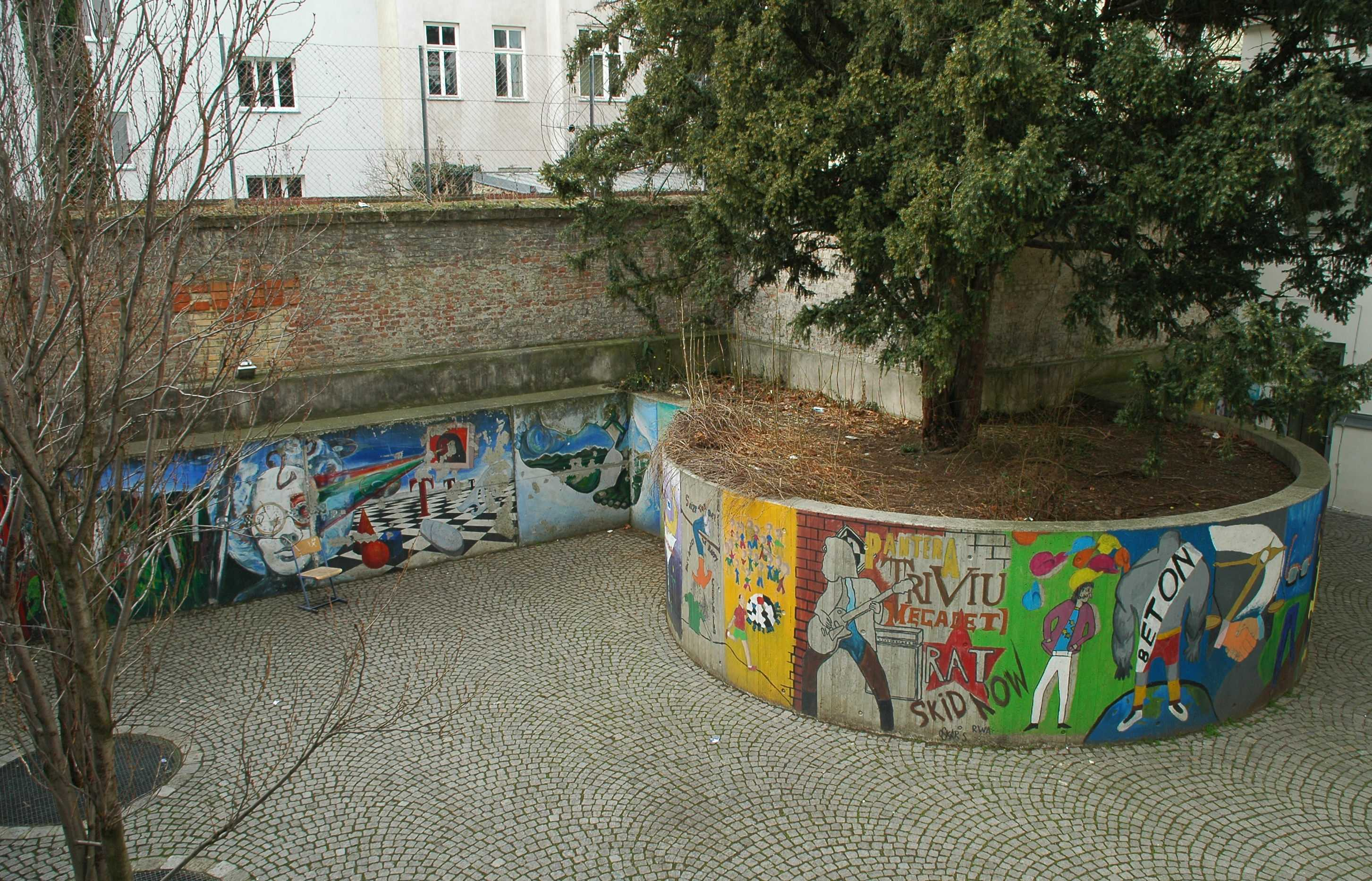
RG18 Hofgestaltung 2009

Im Herbst 2009 wurde das Beton-Rondeau um die Eibe im Schulhof von den Schülern der 8. Klassen mit „Botschaften“ unter der Leitung von Wolfgang Oppitz bereichert. In einer Nachtschicht wurden die Entwürfe mittels Overheadprojektor projiziert und die Konturen an die Wand gezeichnet. Bei Tageslicht erfolgte dann die Ausfertigung.

### Der Weihnachtsgast
Der Schulchor unter der Leitung von Postl startete mit dem Mini-Musical „Der Weihnachtsgast“ im Dezember 2010 eine Serie von Aufführungen. Die Schüler der Unverbindlichen Übung Chor wurden dabei stets von Schülern der Oberstufe und dem Technikteam unterstützt.
- Die Träume des Morpheus - Musical der guten Träume (2011/12)
- Schule der Träume (2012/13)
- Löwenherz und das magische Amulett (2013/14)
- Musical Hits (2015/16)

### eLSA Zertifizierung 2013
Seit dem Schuljahr 2009/10 beteiligte sich der Realgymnasium am Projekt eLSA – eLearning im Schulalltag. Dieses Projekt hat zum Ziel, dass Schüler der Sekundarstufe I („Unterstufe“) neue Methoden des computergestützten und vernetzten Lernens kennenlernen. Das Besondere an diesem Projekt ist, dass die neuen Technologien nicht isoliert betrachtet werden, sondern als Hilfsmittel in allen Fächern eingesetzt werden.
IT-Projekte, die bereits fixer Bestandteil des Unterrichts sind, wurden in das Schulprofil aufgenommen und durch weitere Ideen bereichert. Dies hatte zur Folge, dass nun alle Lehrer in allen Klassen vermehrt eLearning einsetzten und die Vorteile schätzen lernten.
Am 6. März 2013 besuchte eine Kommission, bestehend aus der eLSA Bundeskoordinatorin Erika Hummer, einem Vertreter des Stadtschulrates Rudolf Zoufal und dem Fachinspektor für Informatik in NÖ Alfred Nussbaumer das RG18 und konnte sich von der IT-Kompetenz der Schüler überzeugen. Nach der Überprüfung wurde der Schule das eLSA-Zertifikat mit der Verpflichtung, den eLearning-Prozess weiterzuentwickeln, überreicht.
In den folgenden Jahren wurde ein eLSA-Curriculum entwickelt, das die wichtigsten digitalen Kompetenzen beinhaltet. Diese Kompetenzen werden in projektorientierten Unterrichtssequenzen in allen Klassen der Unterstufe vermittelt.

### Schülerliga Fußball Finale 2015
Das Team des BRG 18 konnte im Schuljahr 2015/16 bis ins Finale der Fußball Schülerliga vorstoßen. Obwohl der Gegner am Hellas Kagran Platz das pGRg 13 der Dominikanerinnen körperlich den jungen RG18-Spielern deutlich überlegen war, hatten sie kein leichtes Spiel.

### 100 Jahre RG18

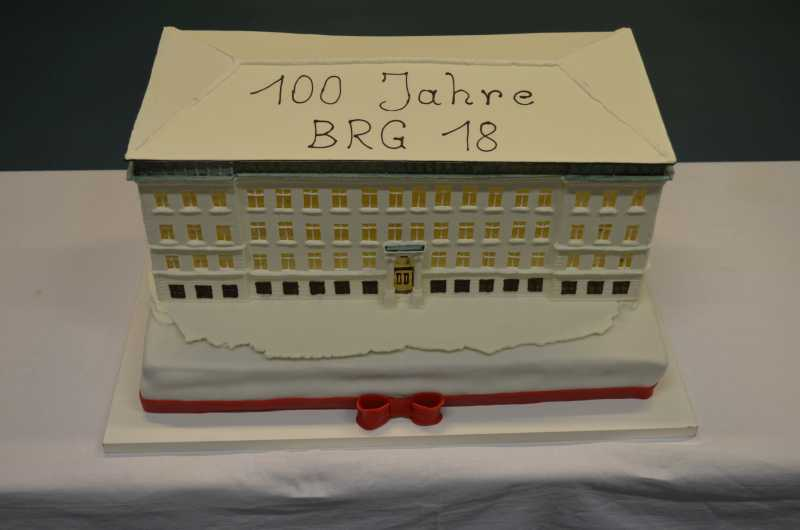
Eine ganz besondere Geburtstagstorte

Die Schulgemeinschaft nahm dies zum Anlass, im Oktober 2014 ein großes Fest zu veranstalten. Die ganze Schule wurde zur Bühne und zum Ausstellungsbereich, es wurde über vergangene Tage berichtet und aktuelle Unterrichtsprojekte vorgestellt. Viele Absolventen und ehemalige Lehrern besuchten an diesem Festtag „ihre“ Schule und überbrachten Glückwünsche.

### Abendmahl 2.0
Die Schüler der 8.A (KV Barbara Wegscheider) gestalteten im Wintersemester 2016, im Rahmen des Unterrichts Bildnerische Erziehung geleitet von Nicole Krenn, im 2. Obergeschoß (beim Chemiesaal) ein großes Wandgemälde. In Anlehnung an „Das letzte Abendmahl“ von Leonardo da Vinci entstand das Abendmahl 2.0 mit Schülern und Lehrern der Klasse sowie zeitgemäßen Speisen am Tisch.

### Handball
Seit 2016 ist das BRG 18 auch im Handball vertreten. Hierbei konnten bereits mehrere Erfolge, darunter Landesschulmeister in verschiedenen Altersklassen, erzielt werden. Mittlerweile kommt die Schule jedes Jahr auf fast neun Unterstufenmannschaften und eine Oberstufenmannschaft. Eng verknüpft mit dem Erfolg des Handballs am BRG 18 ist die Zusammenarbeit mit dem lokalen Handballverein Post SV. Von Beginn an war der Verein die Ausbildungsstätte der Handballer für die Schule und somit ebenfalls am Erfolg beteiligt.

## Bildungsangebote
- Fordern und Fördern
- Projektunterricht
- Offenes Lernen
- Teamteaching
- eLearning
- Exkursionen
- Sportwochen
- Sprachreisen
- Bildungsreisen
- Meeresbiologische Woche Pula

## Weitere Angebote
- Nachmittagsbetreuung
- Schulbuffet
- Mehrzwecksaal
- Hof
- Förderangebote
- Tutoren

## Leitung
- 1914–1925 Josef Fritsch[2]
- 1925–1937 Franz Habel
- 1937–1938 Hans Völlmecke
- 1938–1945 Wilhelm Schmidt
- 1945–1945 Hans Völlmecke
- 1945–1954 Fritz Opawa
- 1954–1959 Hans Nowotny
- 1959–1974 Karl Seidl[1]
- 1975–1983 Wilhelm Salficky
- 1983–2000 Dieter Peczar
- 2000–2001 Franz Wendelberger (interimistische Leitung)
- 2001–2008 Helmut Zeiler
- 2008–2010 Gabriele Michalek (interimistische Leitung)
- 2010–2021 Peter Brugger
- 2021–2022 Sibylle Spann-Birk (interimistische Leitung)
- seit 2022 Peter Brugger